# Evgen Makarenko
Evgen Makarenko (Kiev, 21 de mayo de 1991) es un futbolista ucraniano que juega de defensa en el F. C. Ordabasy de la Liga Premier de Kazajistán.

## Selección nacional
Es internacional con la selección de fútbol de Ucrania desde el 5 de marzo de 2014 cuando debutó en un amistoso frente a la selección de fútbol de Estados Unidos.

## Clubes
| Club                            | País       | Año       |
| ------------------------------- | ---------- | --------- |
| F. C. Dinamo de Kiev            | Ucrania    | 2008-2016 |
| F. C. Hoverla Uzhhorod (cedido) | Ucrania    | 2012-2013 |
| K. V. Kortrijk                  | Bélgica    | 2017-2018 |
| R. S. C. Anderlecht             | Bélgica    | 2018-2021 |
| K. V. Kortrijk (cedido)         | Bélgica    | 2020-2021 |
| MOL Fehérvár F. C.              | Hungría    | 2021-2023 |
| F. C. Ordabasy                  | Kazajistán | 2023-     |

## Palmarés

### Títulos nacionales
| Título                     | Club                 | País       | Año  |
| -------------------------- | -------------------- | ---------- | ---- |
| Copa de Ucrania            | F. C. Dinamo de Kiev | Ucrania    | 2014 |
| Liga Premier de Ucrania    | F. C. Dinamo de Kiev | Ucrania    | 2015 |
| Copa de Ucrania            | F. C. Dinamo de Kiev | Ucrania    | 2015 |
| Liga Premier de Ucrania    | F. C. Dinamo de Kiev | Ucrania    | 2016 |
| Liga Premier de Kazajistán | F. C. Ordabasy       | Kazajistán | 2023 |